# Březnice (okres Zlín)
Obec Březnice (německy Bresnitz) se nachází v okrese Zlín ve Zlínském kraji. Žije zde přibližně 1 500 obyvatel.

## Historie
První písemná zmínka o obci pochází z roku 1397.
Březnice byla velmi významná pro odboj během období Protektorátu Čechy a Morava. V okolí Březnice převažoval komunistický odboj, a například v domě rodiny Kozmíků, kteří se také podíleli na odboji, několikrát přebýval i zemský vedoucí KSČ Václav Mařík. Ve Březnici se také tiskly tiskoviny jako Trybuna, Moravská rovnost, Rudé právo, Hlasy z podzemí a další noviny a letáky. Březnici hrozil, za její angažmá v odboji, podobný osud jako Lidicím nebo Ležákům. K tomu však nedošlo, zásluhou vojenského velitele ve Zlíně, majora Blomemberga. Březnice byla osvobozena rudou armádou dne 2. května 1945.
V letech 1976–1992 byla součástí města Gottwaldova/Zlína, osamostatnila se k 1. lednu 1993.

## Pamětihodnosti
- Kostel svatého Bartoloměje
- Pomník padlých na Kříbech
- Pomník padlých

## Osobnosti
- Theodor Kohn, sedmý olomoucký arcibiskup

## Galerie

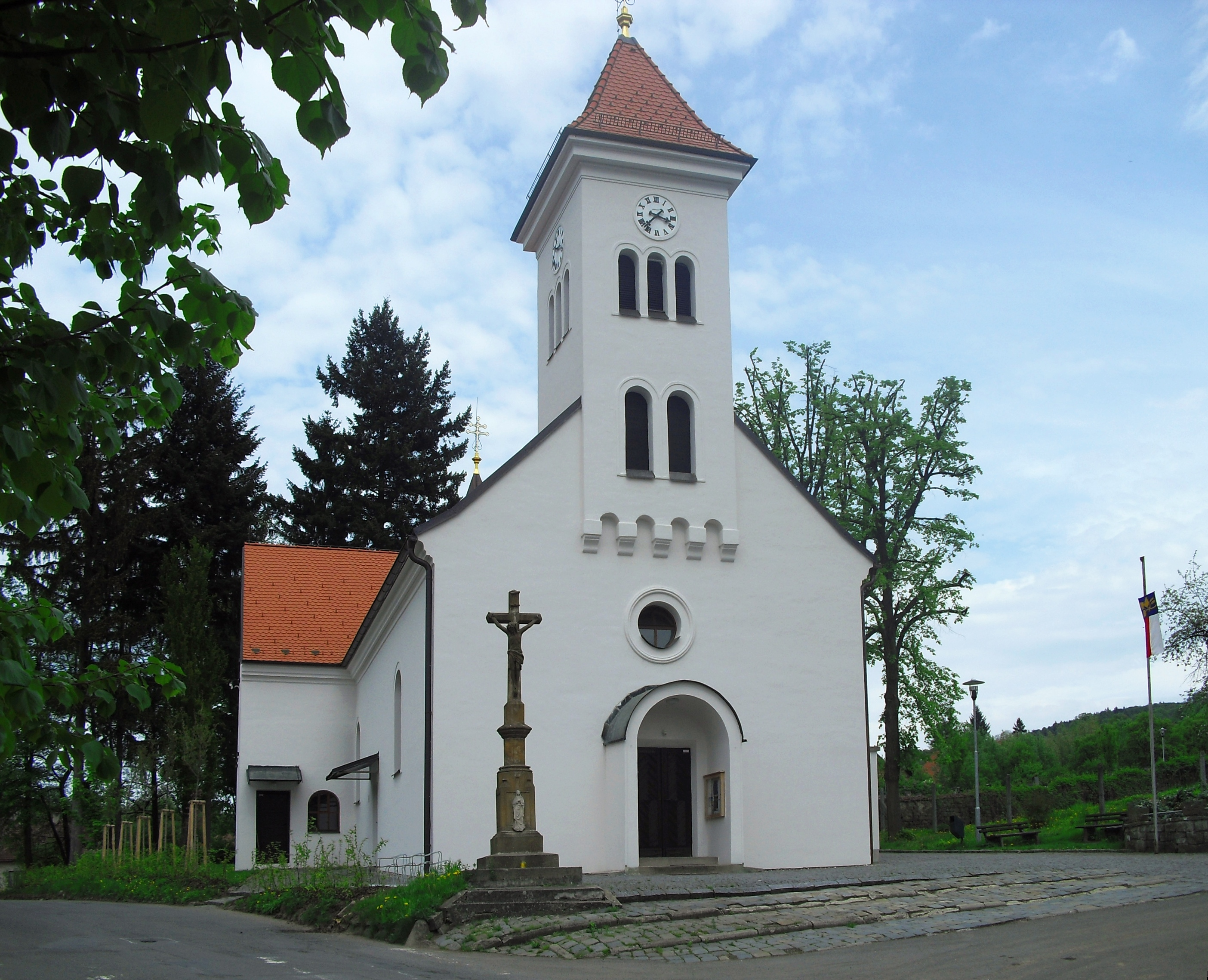
Kostel
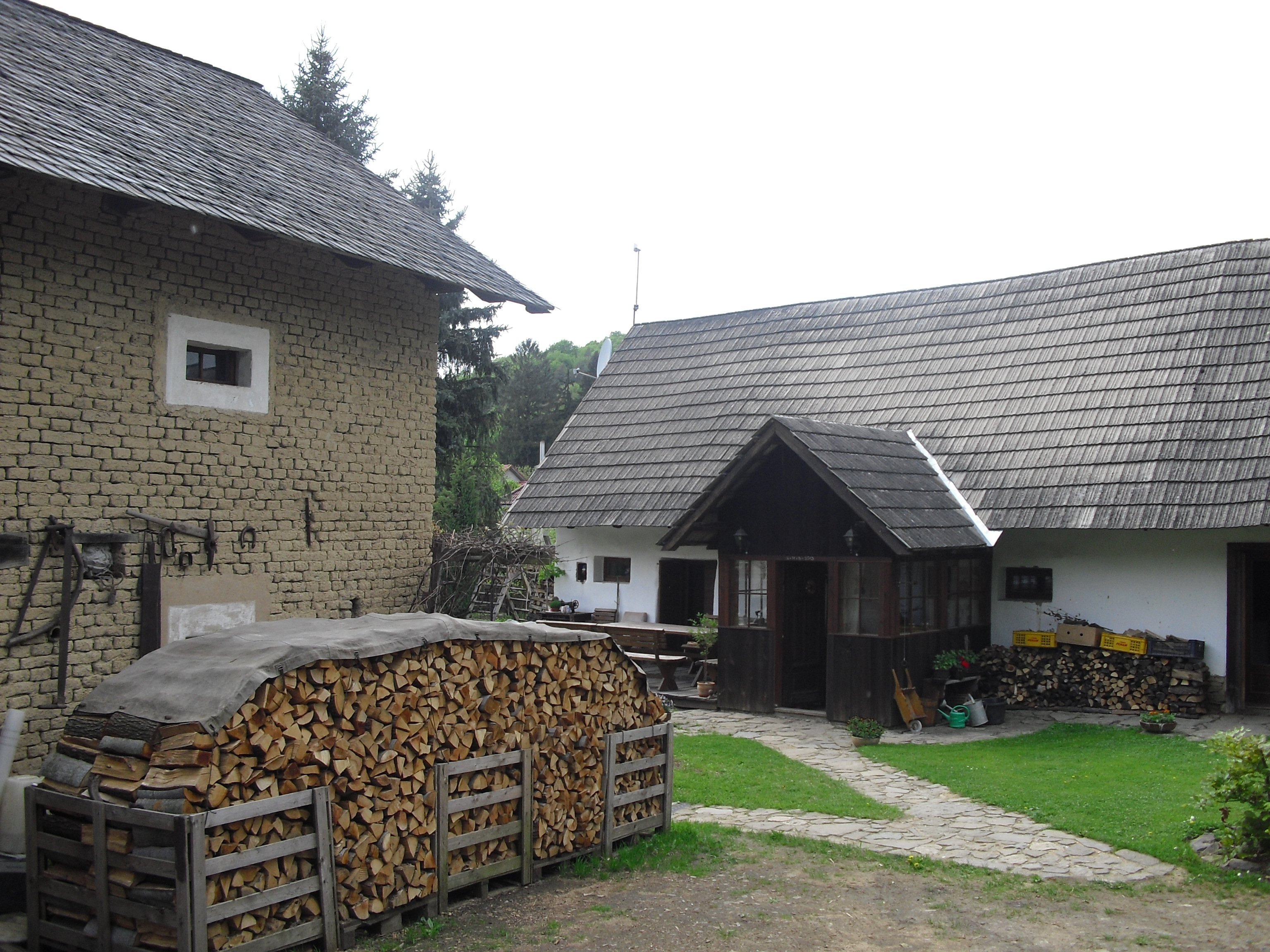
Památkově chráněný dům č. p. 21
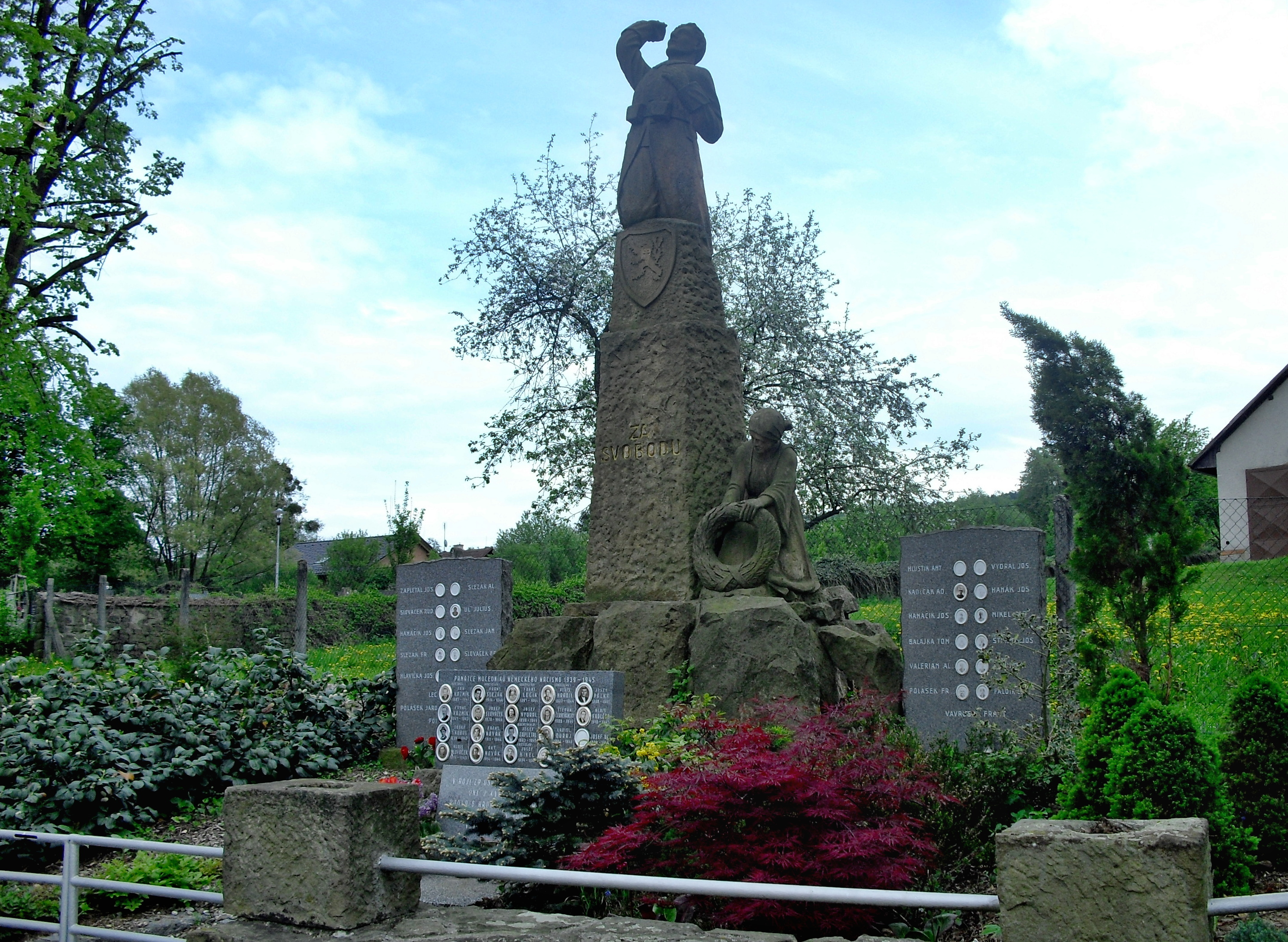
Pomník padlým ve světových válkách
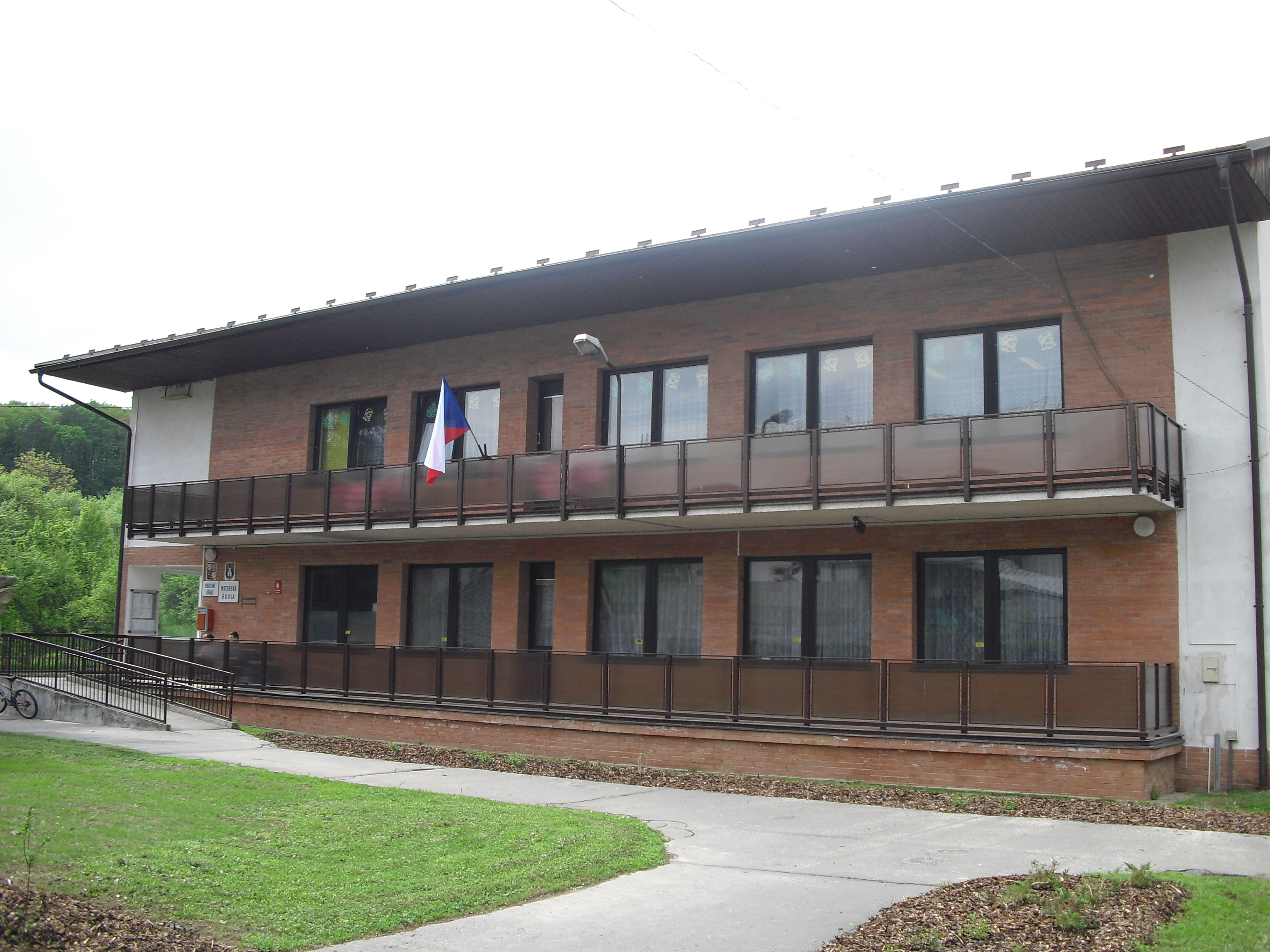
Obecní úřad